# David García Santana
David García Santana,  (Maspalomas, Gran Canaria, Provincia de Las Palmas, España, 25 de febrero de 1982) es un futbolista español. Actualmente milita en las filas de la Unión Deportiva Tamaraceite, de la Tercera División RFEF. Juega como defensa central, aunque ocasionalmente lo hace de lateral derecho.
Es el jugador con más partidos oficiales disputados en la historia de la Unión Deportiva Las Palmas (474).

## Trayectoria
Surgido de las categorías inferiores del C. D. Maspalomas, pasó posteriormente por la Unión Deportiva Vecindario, club en el cual jugó dos temporadas hasta que se incorporó al filial de la U. D. Las Palmas, club grancanario del que fue capitán.
Una de sus características, aparte de la combatividad defensiva, es su disparo a media distancia, por lo que no es raro verle anotar algunos goles en cada temporada, aunque su posición en el campo no es la de atacante. Juega con el dorsal número 5 y tiene contrato con su actual club hasta el año 2019.
El 25 de agosto de 2018 se convirtió en el jugador con más apariciones en partido oficial de la historia de la U. D. Las Palmas con 454 partidos, superando así a Germán Dévora.
El 30 de junio de 2019 finalizó su contrato con el club amarillo, después de haber disputado 474 partidos oficiales en el club. Tras pasar el verano sin equipo el 20 de septiembre fichó por la U. D. Tamaraceite de la Tercera División de España. Tras conseguir el ascenso a Segunda B, continuó una temporada más. 
En julio de 2021 dejó el club de Tamaraceite y firmó una temporada en el Arucas Club de Fútbol en el Grupo XII de la Tercera División RFEF, regresando al Tamaraceite en la misma competición en 2022.

## Clubes
Actualizado al último partido jugado el 14 de febrero de 2025.
| Club                      | Temporada     | Competición        | Part. | Goles |
| ------------------------- | ------------- | ------------------ | ----- | ----- |
| U. D. Vecindario          | 2001-02       | Segunda B          | 30    | 2     |
| Las Palmas "B"            | 2002-03       | Tercera            | -     | -     |
| U. D. Vecindario (cesión) | 2002-03       | Tercera            | 35    | 0     |
| U. D. Las Palmas          | 2003-04       | Segunda            | 7     | 0     |
| U. D. Las Palmas          | 2004-05       | Segunda B          | 32    | 1     |
| U. D. Las Palmas          | 2005-06       | Segunda B          | 37    | 2     |
| U. D. Las Palmas          | 2006-07       | Segunda            | 35    | 2     |
| U. D. Las Palmas          | 2007-08       | Segunda            | 40    | 1     |
| U. D. Las Palmas          | 2008-09       | Segunda            | 36    | 2     |
| U. D. Las Palmas          | 2009-10       | Segunda            | 39    | 0     |
| U. D. Las Palmas          | 2010-11       | Segunda            | 35    | 0     |
| U. D. Las Palmas          | 2010-11       | Copa del Rey       | 1     | 0     |
| U. D. Las Palmas          | 2011-12       | Segunda            | 17    | 3     |
| U. D. Las Palmas          | 2012-13       | Segunda            | 29    | 1     |
| U. D. Las Palmas          | 2012-13       | Copa del Rey       | 4     | 0     |
| U. D. Las Palmas          | 2013-14       | Segunda            | 31    | 0     |
| U. D. Las Palmas          | 2013-14       | Copa del Rey       | 2     | 0     |
| U. D. Las Palmas          | 2014-15       | Segunda            | 37    | 0     |
| U. D. Las Palmas          | 2015-16       | Primera            | 19    | 2     |
| U. D. Las Palmas          | 2015-16       | Copa del Rey       | 4     | 1     |
| U. D. Las Palmas          | 2016-17       | Primera            | 22    | 1     |
| U. D. Las Palmas          | 2016-17       | Copa del Rey       | 3     | 0     |
| U. D. Las Palmas          | 2017-18       | Primera            | 11    | 1     |
| U. D. Las Palmas          | 2017-18       | Copa del Rey       | 1     | 0     |
| U. D. Las Palmas          | 2018-19       | Segunda            | 12    | 1     |
| Total club                | Total club    | Total club         | 474   | 16    |
| U. D. Tamaraceite         | 2019-20       | Tercera            | 19    | 1     |
| U. D. Tamaraceite         | 2020-21       | Segunda B          | 24    | 1     |
| Arucas C. F.              | 2021-22       | Tercera RFEF       | 13    | 3     |
| U. D. Tamaraceite         | 2022-23       | Tercera Federación | 7     | 0     |
| U. D. Tamaraceite         | 2023-24       | Tercera Federación | 3     | 1     |
| U. D. Tamaraceite         | 2024-25       | Tercera Federación | 17    | 1     |
| Total club                | Total club    | Total club         | 70    | 4     |
| Total carrera             | Total carrera | Total carrera      | 622   | 25    |